# Caulokaempferia larsenii
Caulokaempferia larsenii är en enhjärtbladig växtart som beskrevs av Piyakaset Suksathan och Triboun. Caulokaempferia larsenii ingår i släktet Caulokaempferia och familjen Zingiberaceae.
Artens utbredningsområde är Thailand. Inga underarter finns listade i Catalogue of Life.